# Хуберт Хане
Хуберт Хане (на немски: Hubert Hahne) е бивш пилот от Формула 1. Роден на 28 март 1935 година в Мьорс, Германия.

## Формула 1
Хане прави своя дебют във Формула 1 в голямата награда на Германия през 1966 година. В световния шампионат записва 5 състезания, като не успява да спечели точки. Състезава се за отборите на Лола и Марч.